# Stylopoma timorensis
Stylopoma timorensis är en mossdjursart som beskrevs av Tilbrook 200. Stylopoma timorensis ingår i släktet Stylopoma och familjen Schizoporellidae. Inga underarter finns listade i Catalogue of Life.